# اصطلک (لواسان)
اصطلک یا استلک یکی از محله‌های شهر لواسان در استان تهران و شهرستان شمیرانات است که به صورت رسمی با نام اویسی ثبت گردیده‌است. این محله در کنار بلوار امام خمینی شهر لواسان و در امتداد بلندا و دامنهٔ کوه ورجین قرار گرفته‌است که به همراه محله مجاورش توک مزرعه، مرتفع‌ترین محله‌های شهر لواسان هستند و در ارتفاع بالای دو هزار متر از سطح دریا قرار دارند.

## ریشه‌شناسی نام
اصطلک، نامی آشنا در مناطق تات‌زبان است. نامی که در شمیرانات، قزوین و دماوند، بر بسیاری از محله‌ها، روستاها و مناطق نهاده شده‌است و ریشهٔ آن را باید در زبان تاتی جست‌وجو کرد.
مناسبت اویسی با این محله مالک سابق آن است که از اقوام تیمسار اویسی معروف دوره پهلوی بوده‌است.

## خیابان‌های اصلی
- خیابان نگار
- خیابان کوهپایه